# SwissP Defence

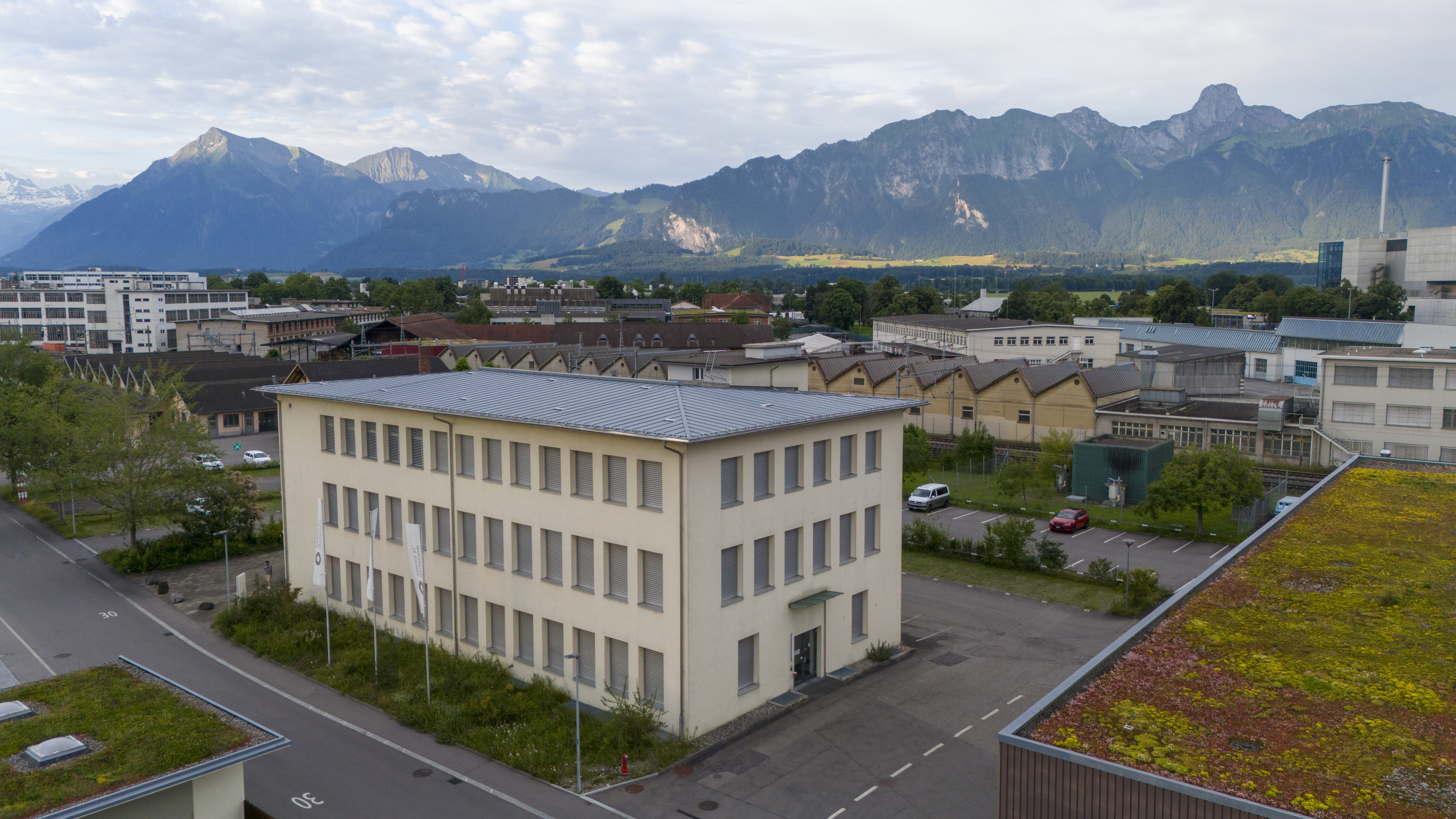
Gebäude des Hauptsitzes, im Hintergrund Produktionsgebäude

Die SwissP Defence AG ist ein Schweizer Hersteller von Kleinkaliber-Munition mit Sitz in Thun. Das Unternehmen gehört zur Beretta-Gruppe und ist Rechtsnachfolger der Eidgenössischen Munitionsfabrik Thun.  Die jetzige Firmierung entstand 2022 im Zuge der Übernahme des Unternehmensbereichs RUAG Ammotec des  Schweizer Technologiekonzerns RUAG.

## Geschichte
Die Wurzeln des Munitionsunternehmens reichen bis zur Pulvermühle Steffisburg zurück, die 1586 gegründet wurde. Die eigentliche Geschichte von SwissP Defence begann 1863, als in Thun das Eidgenössische Laboratorium errichtet wurde. Von 1874 bis 1995 firmierte das Unternehmen als Eidgenössische Munitionsfabrik Thun. In den Jahren des Ersten Weltkrieges waren bis zu 2050 Personen im Unternehmen beschäftigt, in der Zeit des Zweiten Weltkriegs waren es bis zu 2400 beziehungsweise bis zu 2450.
Nach mehreren Fusionen ging der Thuner Munitionshersteller 2002 an den Kleinkaliberbereich der RUAG und firmierte als RUAG Ammotec, zu der auch ein deutscher Zweig (heute: RWS) gehörte. 2022 erwarb Beretta die RUAG Ammotec. Der Schweizer Zweig heisst seit Ende 2022 SwissP Defence.

## Produkte und Kunden

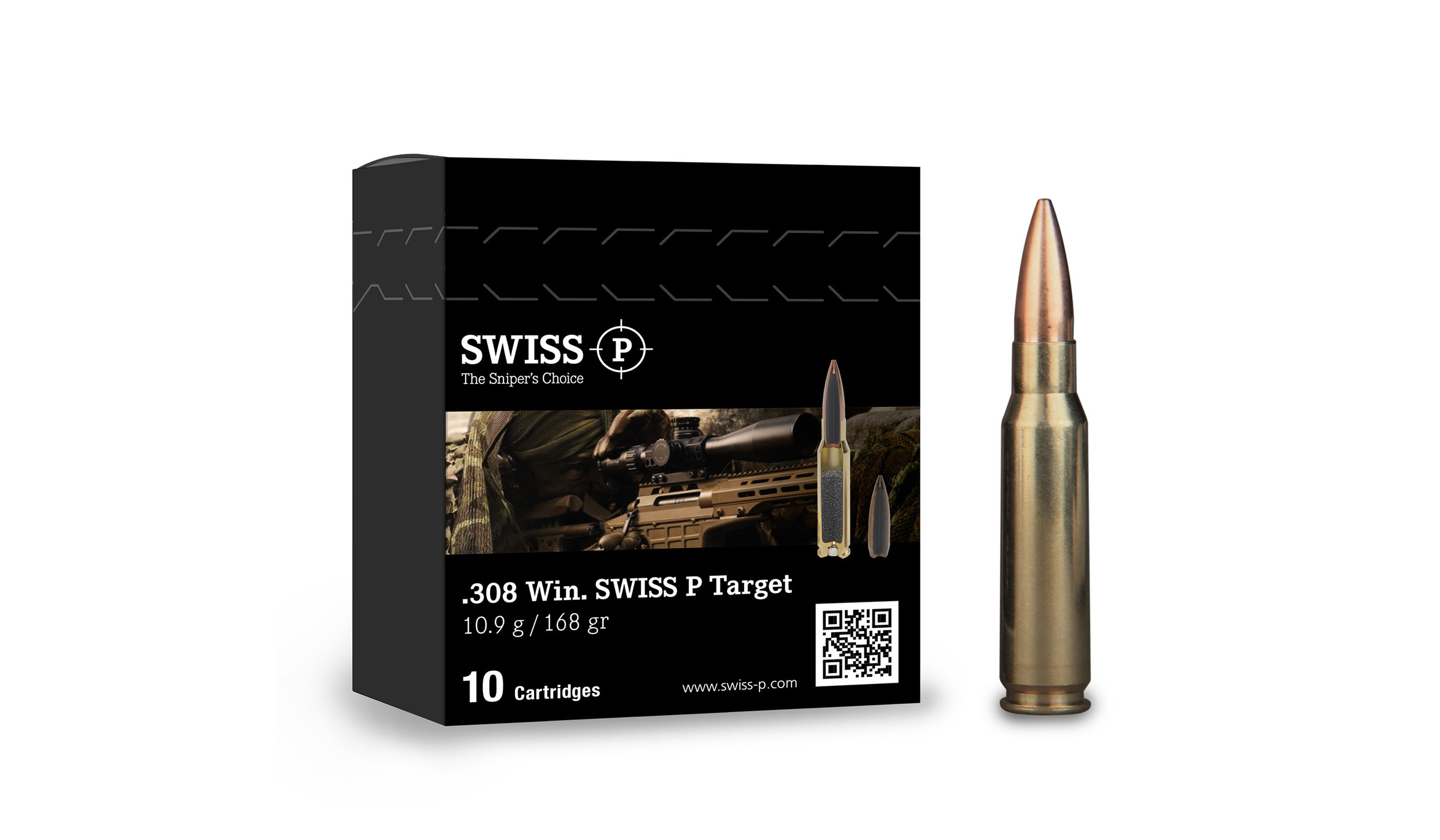
Munition der Marke «SWISS P»

Die Munition des Unternehmens wird unter der Marke «SWISS P» angeboten. Es handelt sich insbesondere um solche für Scharfschützen und Präzisionsschützen. Geschosstypen und Geschossarten werden dabei in allen gängigen Kalibern geliefert. Auch die übrige Handwaffenmunition wird unter «SWISS P» vermarktet. Ergänzend bietet das Unternehmen für Handwaffen Systemlösungen an. Dazu zählen neben der Munition speziell aufeinander abgestimmte Waffen, Schalldämpfer, Zieloptiken und weiteres Zubehör. Bei der Entwicklung und Erweiterung seiner Angebotspalette sowie bei bestimmten Dienstleistungen kooperierte das Unternehmen im Laufe seiner Geschichte bis heute vielfach mit anderen Industrieunternehmen.
Die Kunden des Unternehmens sind Polizeibehörden, das Militär und Spezialeinheiten.